# Оуян Сяофан
Оуян Сяофан (кит. упр. 欧阳晓芳; род. 5 апреля 1983, Ляонин) — китайская тяжелоатлетка, выступавшая в весовой категории до 63 килограммов. Чемпионка мира и чемпионка Азии.

## Биография
Оуян Сяофан родилась 5 апреля 1982 года.

## Карьера
В 2004 году на Спартакиаде народов КНР Оуян Сяофан превзошла мировой рекорд в весовой категории до 63 килограммов, подняв 115 кг в рывке и 252,5 кг в сумме.
Оуян Сяофан выступала на чемпионате мира 2006 года в Санто-Доминго в весовой категории до 63 килограммов. Китаянка подняла в рывке 110 килограммов, а затем в толчке 136 кг. Итоговый результат в 246 кг позволил ей стать чемпионкой мира на первом в карьере мировом первенстве.
В 2010 году Оуян Сяофан вновь участвовала на чемпионате мира, который проходил в Анталье. Китаянка выступила слабее, чем четыре года назад, и подняла в сумме 241 кг (112 + 129), но этот результат позволил ей стать бронзовым призёром.
В 2011 году Оуян Сяофан участвовала на Гран-при в Китае и завоевала золото с результатом 220 кг (100 + 120). В том же году она стала чемпионкой Азии с результатом 244 кг, подняв в рывке 110 кг и в толчке 134 кг. В конце года она выступила на чемпионате мира в Париже и подняла в сумме 246 кг (113 + 133). Этого результата ей хватило для завоевания бронзы.